# Eduardo Fernández Meyzán
Pour les articles homonymes, voir Eduardo Fernández.
Eduardo Fernández Meyzán (22 octobre 1923 – 27 novembre 2002) est un footballeur péruvien qui jouait au poste d'attaquant. Ses frères, Arturo Fernández et Teodoro Fernández, étaient eux aussi footballeurs.

## Biographie
Surnommé "Lolín" en référence au surnom de son frère, le célèbre Teodoro "Lolo" Fernández, idole de l'Universitario de Deportes, Eduardo Fernández fait ses débuts au sein de ce même club le 1er octobre 1939, lors du match entre l'Universitario et l'Atlético Córdova, rencontre où il inscrit ses deux premiers buts. Il remporte trois championnats du Pérou avec l'Universitario (1941, 1945, 1946) en compagnie de son frère Teodoro, tous deux entraînés par leur frère aîné Arturo Fernández. Il se distingue le 14 avril 1946 en marquant les six buts de la victoire 6-2 sur l'Alianza Lima. Eduardo Fernández détient toujours le record de buts marqués au cours d'un même match lors d'un Superclásico entre l'Universitario et l'Alianza.
En 1947, il s'enrôle avec le Vélez Sarsfield en Argentine. Il y reste jusqu'en 1950 mais ne peut rééditer en Argentine ses exploits avec le maillot de l'Universitario (il ne marque que six buts en 60 rencontres). Il rentre au Pérou en 1951 et après un bref passage à l'Universitario, il signe pour le Sport Boys en 1952. Il met fin à sa carrière de joueur en 1957 à l'Atlético Chalaco. 
Retiré du milieu du football, il travaille pendant plus de 30 ans à la douane de Callao, le port de Lima. "Lolín" Fernández s'éteint le 27 novembre 2002 à 79 ans. Curieusement, il n'a jamais été international avec le Pérou au contraire de ses deux frères Arturo et Teodoro.

## Palmarès
Universitario de Deportes
- Championnat du Pérou (3) :
  - Champion : 1941, 1945 et 1946.